# Snapphanepojken
Snapphanepojken är en svensk TV-serie i sex avsnitt från 1972. Serien regisserades av Jan Hemmel, och manus skrevs av Bo Sköld och Max Lundgren. Serien innebar skådespelaren Krister Henrikssons debut framför kameran.

## Rollista
- Krister Henriksson - Pål
- Wanja Basel - Janna
- Gudrun Brost - Påls mor
- Gunnar Öhlund - Påls far
- Nils Ahlroth - dräng
- Thure Carlman - lyktgubben
- Sölve Dogertz - fångvaktare
- Catrin Eggers - tjänsteflicka
- Carl-Åke Eriksson - prästen Helge
- Göte Fyhring - bonde
- Gustaf Färingborg - fångvaktare
- Pia Garde - Karen
- Berta Hall - gumma
- Leif Hedberg - mannen med ärret
- Ingvar Hirdwall - knekt
- Fred Hjelm - Holger
- Annicka Kronberg - piga
- Urban Sahlin - full knekt
- Sören Söderberg - Jannas far